# Selenis Leyva

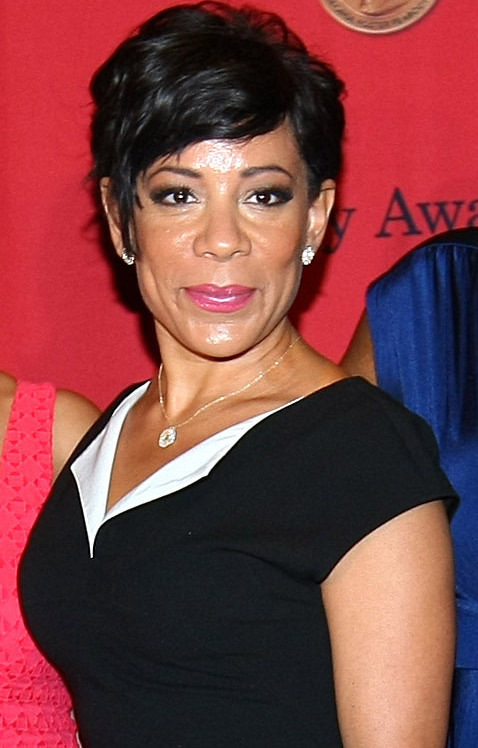
Selenis Leyva (2014)

Selenis Leyva (* 26. Mai 1972 in Baracoa) ist eine kubanisch-US-amerikanische Schauspielerin. Ihre bekannteste Rolle ist die der Gloria Mendoza in der Webserie Orange Is the New Black, welche sie zwischen 2013 und 2019 verkörperte.

## Leben und Karriere
Selenis Leyva wurde im kubanischen Baracoa geboren, wuchs jedoch in der Bronx auf. Ihre Vorfahren sind sowohl kubanischer als auch dominikanischer Abstammung. Erste Schauspielerfahrungen sammelte sie in Theaterstücken am Off-Broadway. Ihre erste Fernsehrolle hatte sie 1999 in einer Folge von Law & Order: Special Victims Unit. Zwei Jahre später folgte eine wiederkehrende Rolle in der Sitcom Taina. Von 2004 bis 2010 verkörperte sie in insgesamt 19 Folgen die Mariluz Rivera in Law & Order. 1999, 2001 und 2004 war sie bereits in anderen Rollen in der Serie zu sehen gewesen. Größere Bekanntheit erlangte Leyva jedoch erst durch die Rolle der Gloria Mendoza in der Netflix-Serie Orange Is the New Black. Nachdem sie in den ersten beiden Staffeln zur Nebenbesetzung gehörte, wird ihre Rolle für weitere Staffeln zu einer Hauptrolle ausgebaut.

## Filmografie (Auswahl)
- 1999–2010: Law & Order (Fernsehserie, 22 Folgen)
- 1999, 2019: Law & Order: Special Victims Unit (Fernsehserie, 2 Folgen)
- 2001: Taina (Fernsehserie, 6 Folgen)
- 2002, 2005, 2011: Criminal Intent – Verbrechen im Visier (Law & Order: Criminal Intent, Fernsehserie, 3 Folgen)
- 2003–2004: Third Watch – Einsatz am Limit (Third Watch, Fernsehserie, 2 Folgen)
- 2004: Maria voll der Gnade (Maria Full of Grace)
- 2006: Die Sopranos (The Sopranos, Fernsehserie, Folge 6x06)
- 2007: Tödliche Währung – Abgerechnet wird zum Schluss (Illegal Tender)
- 2007: Dirty Sexy Money (Fernsehserie, Folge 1x01)
- 2008: New Amsterdam (Fernsehserie, Folge 1x01)
- 2009: Ice Age 3 – Die Dinosaurier sind los (Ice Age: Dawn of the Dinosaurs, Stimme)
- 2010: Good Wife (The Good Wife, Fernsehserie, Folge 1x18)
- 2010: Sex and the City 2
- 2011: Person of Interest (Fernsehserie, Folge 1x10)
- 2011–2012: Blue Bloods – Crime Scene New York (Blue Bloods, Fernsehserie, 4 Folgen)
- 2012: Girls (Fernsehserie, Folge 1x04)
- 2012: Ice Age 4 – Voll verschoben (Ice Age: Continental Drift, Stimme)
- 2012: Elementary (Fernsehserie, Folge 1x03)
- 2013: The Following (Fernsehserie, Folge 1x03)
- 2013: Epic – Verborgenes Königreich (Epic)
- 2013–2019: Orange Is the New Black (Fernsehserie, 83 Folgen)
- 2015: Madam Secretary (Fernsehserie, Folge 1x18)
- 2015: Veep – Die Vizepräsidentin (Veep, Fernsehserie, Folge 4x08)
- 2017: Spider-Man: Homecoming
- 2018: Maniac (Fernsehserie, 3 Folgen)
- 2020–2021: Tagebuch einer zukünftigen Präsidentin (Diary of a Future President, Fernsehserie)
- 2022: 892
- 2023: Creed III – Rocky’s Legacy (Creed III)